# Gerhard Gerth
Johannes Gerhard Gerth (* 29. November 1903 in Obergorbitz; † unbekannt) war ein deutscher Ingenieur, Geologe, Hochschullehrer und Bergschulberufsdirektor.

## Leben und Wirken
Er war der Sohn der Lehrers Reinhard Erwin Gerth und dessen Ehefrau Maria Johanna Gerth geborene Bauer und kam in Obergorbitz unweit von Dresden im Königreich Sachsen zur Welt. Nach dem Schulbesuch studierte er Geologie und promovierte zum Dr.-Ing. Er spezialisierte sich in den Fachbereichen Aufbereitungstechnik, Gesteinsbearbeitung sowie Stoffkunde für Steine und Erden.
1933 wurde Gerth Dozent an der Hochschule für angewandte Technik in Köthen und war leitender Mitarbeiter des Deutschen Forschungsinstituts für Steine und Erden. 1941 habilitierte er sich zum Them Die zunehmende Bedeutung der Aufbereitung für die Industrie der Steine und Erden.
Nach dem Zweiten Weltkrieg wurde Gerth Bergberufsschuldirektor in Siegen.
1978 war er einer der Mitgründer des Deutschen Sprengverbandes.

## Schriften (Auswahl)
- Die Aufbereitung feldspatführender Gesteine durch Flotation. 1935.
- Aufbereitungsfragen keramischer Rohstoffe. 1935.
- Zerkleinerungsfragen in der Steinindustrie. 1936.
- Neuzeitliche Anlagen für Splittherstellung. 1936.
- Die Aufbereitung der wichtigsten keramischen Rohstoffe. 1937.
- Die Bedeutung der Aufbereitung von Steinen und Erden auf die Rohstoffbewirtschaftung Deutschlands. 1938.
- Die Flotation von Flußspat und Quarz, ein Beitrag zur Flotation polarer Nichterze. 1938.
- Die Aufarbeitung von Kaolin und Ton. 1938.
- Die Liefermöglichkeiten von Gesteinsmehl als Bodenverbesserungsmittel und ihre Bedeutung für die Gesteinsaufbereitungsanlage. 1939.
- Die zunehmende Bedeutung der Aufbereitung für die Industrie der Steine und Erden. 1941 (Habilitation).